# Lucius Aelius Caesar

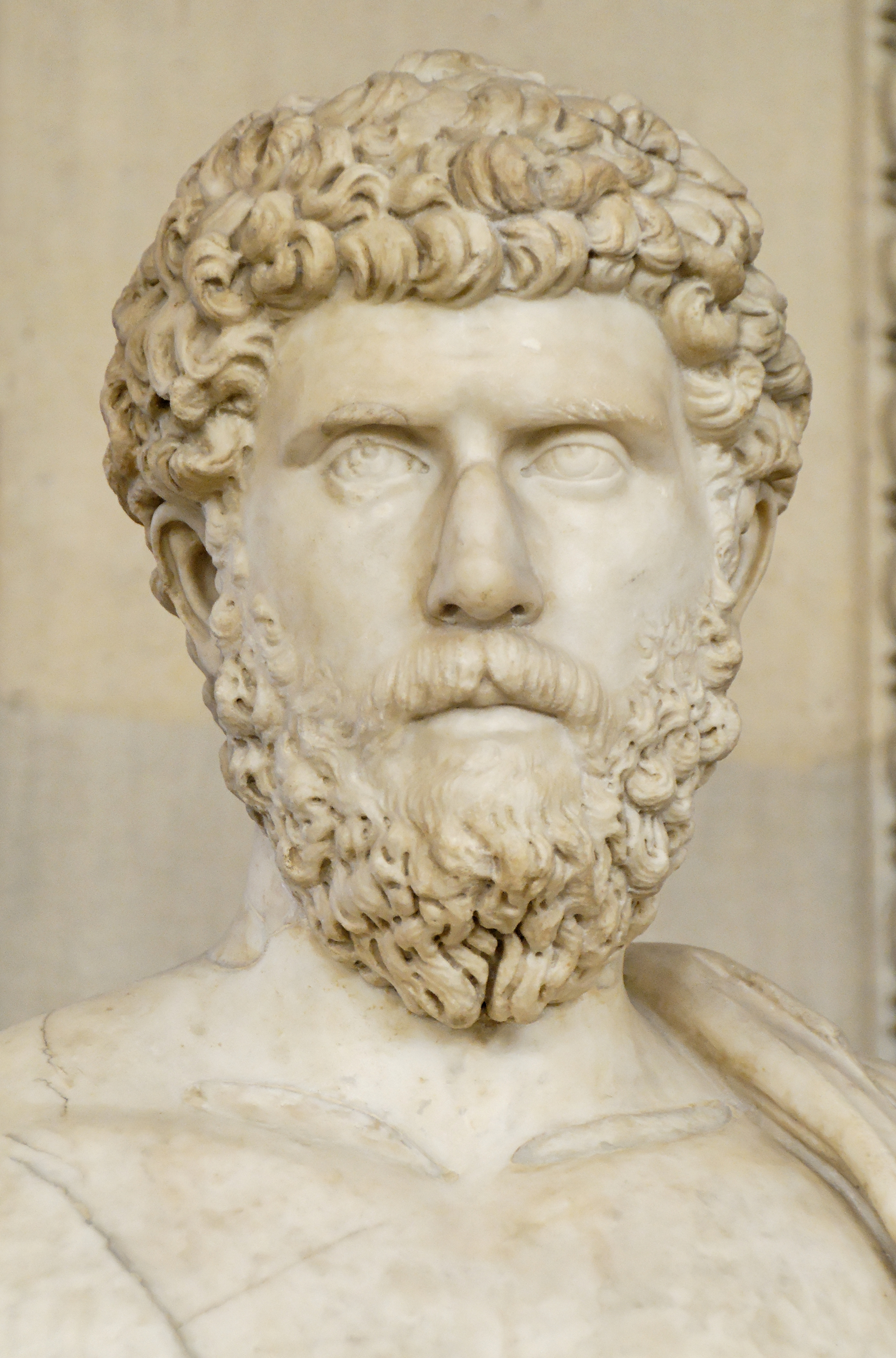
Aelius Caesar

Lucius Aelius Caesar (* an einem 13. Januar um 101; † 1. Januar 138), geboren als Lucius Ceionius Commodus, wurde von Kaiser Hadrian (76–138) als dessen Nachfolger adoptiert, starb aber noch vor ihm. Er war der Vater des Kaisers Lucius Verus.

## Leben

### Adoption und Abstammung
Aelius war der Sohn des Lucius Ceionius Commodus, der 106 Konsul war, und stammte aus der Familie der Ceionier. Er wurde vom alternden Hadrian, der keinen leiblichen Sohn hatte, im Sinne des von Nerva begründeten Adoptivkaisertums adoptiert und zum Thronfolger bestimmt, obwohl er keinerlei militärische Erfahrung hatte, sondern zivil geprägter Senator war. Nach der Adoption 136 nahm er den Namen Lucius Aelius Caesar an.
Aelius amtierte von 136 bis 137 als Statthalter (Legatus Augusti pro praetore) sowohl von Pannonia inferior als auch von Pannonia superior und bekleidete in beiden Jahren auch den Konsulat. Ebenfalls in diesen Jahren erhielt er zudem die tribunizische Gewalt als eine der zentralen Machtgrundlagen der römischen Kaiser, wobei in der modernen Forschung umstritten ist, ob die Verleihung dieser Amtsgewalt am 10. Dezember 136 oder erst am 25. Februar 137 erfolgte. Die antiken Quellen schildern ihn als gutaussehend, aber von schwacher Gesundheit. Sein Geschmack war luxuriös und extravagant, sein Lebensstil soll leichtfertig gewesen sein, so wie nach ihm der seines Sohnes. Hadrians Wahl scheint ein Missgriff gewesen zu sein. Einige Gelehrte vermuten, Aelius sei Hadrians unehelicher Sohn, wofür es aber keinen Beleg gibt.

### Tod und Nachfolger
Aelius war der Vater von Lucius Verus (130–169), der von 161 bis zu seinem Tod 169 Mitkaiser Mark Aurels war und dessen Kompetenz ähnlich umstritten ist wie die seines Vaters. Aelius selbst wurde nie Kaiser, er starb kurz vor Hadrian mit nicht einmal 40 Jahren nach einem Blutsturz, möglicherweise eine Hämoptyse infolge Tuberkulose oder eine Hämatemesis infolge Magen- oder Speiseröhrenblutung. Seine letzte Ruhestätte erhielt er im Mausoleum Hadriani.
Nach Aelius’ Tod adoptierte Hadrian Titus Aurelius Fulvus Boionius Arrius Antoninus (86–161) unter der Bedingung, dass dieser selbst den jüngeren Lucius Verus und seinen eigenen angeheirateten Neffen Marcus Annius Verus (Mark Aurel) adoptiere.
Aelius hatte neben den bereits oben erwähnten Sohn Lucius Verus noch zwei Töchter, Ceionia Fabia und Ceionia Plautia.